# Galeodes elegans
Galeodes elegans är en spindeldjursart som beskrevs av Roewer 1934. Galeodes elegans ingår i släktet Galeodes och familjen Galeodidae. Inga underarter finns listade i Catalogue of Life.